# نورت ریم (آریزونا)
نورت ریم (به انگلیسی: North Rim) یک منطقهٔ مسکونی در ایالات متحده آمریکا است که در شهرستان کاکانینو، آریزونا واقع شده‌است. نورت ریم ۲٬۵۲۸٫۹۶ متر بالاتر از سطح دریا واقع شده‌است.